# Stefan Rosenbauer
Stefan Rosenbauer, född 24 mars 1896 i Biberach an der Riss, död 18 augusti 1967 i Rio de Janeiro, var en tysk fäktare.
Rosenbauer blev olympisk bronsmedaljör i florett vid sommarspelen 1936 i Berlin.